# Лисенятко Вук
«Вук» (угор. Vuk) — анімаційний фільм про пригоди лисеняти Вука, створений в 1981 на студії «Паннонія-філм» (Угорщина) за мотивами книги Іштвана Фекете.
Сім'я Вука була вбита мисливцями, після чого осиротіле лисеня було взято під опіку своїм дядьком лисом Караком.

## Сюжет
В одній лисячій сім'ї народжується багато малят-лисенят. Одне з них — Вук — найбільш перевірене, розумне і цікаве. Завдяки своїй цікавості, Вук вибігає з нори на «полювання». Саме в цей момент на їх житло натрапив мисливець із собаками і знищив сім'ю лисеняти.
Вук повертається назад, але нікого не знаходить. Перелякане лисеня не може зрозуміти, куди поділися його рідні. Тут приходить старий лис Карак, який, назвавшись дядьком, бере Вука жити до себе. Карак вчить лисенятко мистецтву полювання і життя. І незабаром Вук стає справжнім мисливцем. Він дізнається, що в смерті його сім'ї винна людина-мисливець, що живе неподалік, і, незважаючи на страшні заборони дядька Карака, починає проникати у двір «гладкошкірого». Вук мстить мисливцеві, крадучи в нього домашню птицю, обманюючи його дурнуватих і самозакоханих мисливських собак. Там же, на подвір'ї, він знаходить і свою любов — молоду лисичку, спійману мисливцем, яка сидить в клітці. Звичайно ж, молоді відразу сподобалися один одному. Вук вирішує рятувати свою подружку.
Навіть Карак, що боїться мисливця, допомагає Вуку. Однак, трохи пізніше, тікаючи від переслідування мисливців, Карак жертвує собою, щоб врятувати молодих. Вук і його подружка поселяються в житлі-«бунгало» Карака і у них народжується безліч лисенят. Одночасно Вук не дає спокою мисливцю і повністю розоряє його.